# سوسکچه خرطوم‌دار اینکومپرتوس
سوسکچه خرطوم‌دار اینکومپرتوس(نام علمی: Austroplatypus incompertus) نام یک گونه از سرده سوسکچه‌های خرطوم‌دار آئوستروپلاتیپوس است.